# سوبر بزل فيتر 2 تيربو
سوبر بزل فيتر 2 تيربو (بالإنجليزية:Super Puzzle Fighter II Turbo) لعبة فيديو ألغاز من تطوير شركة كابكوم ونشر وتوزيع شركة باكبون إنترتيمنت صدرت لأول مره في 31 مايو 1996 في اليابان وتعمل على عده منصات منها جهاز بلاي ستيشن وسيجا ساترن وغيرها.
في عام 2018 ظهرت اللعبة على جهاز بلاي ستيشن كلاسيك.

## روابط خارجية
- موقع كابكوم الرسمي